# Aeroporto di Iași
L'Aeroporto di Iași (IATA: IAS, ICAO: LRIA) è un aeroporto rumeno che serve la città di Iași. È situato a 8 km a est dal centro cittadino.

## Storia
L'Aeroporto di Iași è uno dei più antichi aeroporti rumeni. La regione di Iași ha guadagnato lo status di "rappresentante del commercio" il 24 giugno 1926, quando i voli di linea sono stati ufficializzati e partì il Bucarest-Galați-Iași il volo su Chișinău. I voli furono operati da Compagnie Franco-Roumaine de Navigation Aérienne-CFRNA, successivamente chiamata LARES.
Nel 1969 l'aeroporto si è sviluppato: è stata costruita una pista di cemento con una lunghezza totale di 1.800 m (5.906 ft), con un sistema di illuminazione moderno e un terminal passeggeri.
Nel 2001, il terminal passeggeri è stato sottoposto ad un processo di ammodernamento.
Nel 2005, un sistema di atterraggio strumentale CAT II è stato attuato.
Nel 2014, è stata costruita una pista di asfalto con una lunghezza totale di 2.400 m (7.874 ft).
Nel 2024 è terminato il lavoro di modernizzazione dell'aeroporto con l'apertura del terminal T4.

## Trasporti e collegamenti
L'aeroporto è collegato alla città dai taxi e dalla linea 50 di autobus della compagnia locale CTP Iași.